# Ecteinascidia venui
Ecteinascidia venui är en sjöpungsart som beskrevs av Meenakshi 2000. Ecteinascidia venui ingår i släktet Ecteinascidia och familjen Perophoridae. Inga underarter finns listade i Catalogue of Life.